# Hypoleria hyalinus
Hypoleria hyalinus är en fjärilsart som beskrevs av Fabricius 1793. Hypoleria hyalinus ingår i släktet Hypoleria och familjen praktfjärilar. Inga underarter finns listade i Catalogue of Life.